# Midlands Road
Die Midlands Road ist eine wichtige Verbindungsstraße im Südwesten des australischen Bundesstaates Western Australia. Sie verbindet den Great Northern Highway in Walebing mit dem Brand Highway östlich von Dongara.

## Verlauf
Die Fernstraße zweigt in Walebing vom Great Northern Highway (N95) nach Westen ab. Nach 22 km erreicht sie die Stadt Moora, wo sie nach Norden abbiegt und von der von Süden kommenden Bindoon Moora Road (S116) die Bezeichnung Staatsstraße 116 übernimmt. Sie quert den Moore River und folgt dessen Nebenfluss Cooderoo River nach Norden.
Ab Marchagee, wo die Midlands Road nach Nordwesten abbiegt, durchläuft sie ein Gebiet mit vielen Salzseen, wie z. B. die Yarra Yarra Lakes bei Three Springs. Bei Mingenew biegt sie nach Westen ab, überquert den Irwin River und erreicht ca. 10 km östlich von Dongara den Brand Highway (R1).